# 375 a. C.
El año 375 a. C. fue un año del calendario romano prejuliano. En el Imperio romano se conocía como el Primer año sin Tribunado o Consulado (o menos frecuentemente, año 379 Ab urbe condita).

## Acontecimientos
- El militar tebano Pelópidas vence al ejército espartano en la Batalla de Tegira, liderando el Batallón Sagrado de Tebas.
- Zhou Liewang se convierte en rey de la Dinastía Zhou de China.

## Nacimientos
- Alexis de Turios, cómico ateniense (m. 275 a. C.)
- Aristóbulo de Casandrea, historiador griego (m. 301 a. C.)
- Olimpia de Epiro, madre de Alejandro Magno (m. 315 a. C.)

- Datos: Q227908